# هارن س. گاندی
هارن س. گاندی (انگلیسی: Haren S. Gandhi; ۲ مهٔ ۱۹۴۱ – ۲۳ ژانویهٔ ۲۰۱۰) مهندس، و مخترع اهل ایالات متحده آمریکا بود.
وی همچنین برندهٔ جوایزی همچون مدال ملی فناوری و نوآوری شده‌است.